# رودشیر زیرانبوه
رودشیر زیرانبوه، روستایی از توابع بخش مرکزی شهرستان سپیدان در استان فارس ایران است.
جنگ رودشیر: در سال 1312 شمسی  در دوره پهلوی در حوالی فصل بهار بین کدخدای رودشیر و خان طایفه جاوید ممسنی مشکلاتی از جمله اختلاف  بر سر منطقه بروبید پیش می آید 
غوری ها که از قبل برای تحکیم مرز های خود یک قلعه و برجک با طول 8 الی 10 متر ایجاد کرده بودند منتظر حملات دیگر خوانین بودن 
تا اینکه مرحوم مغفور ولی خان با چندی از تنفگ چیان طایفه به سمت منطقه مرزی  رفت و مرز بین دو طایفه غوری و جاوید را علامت گذاری  کرد 
خان طایفه جاوید با این جمله که هرکس یک آجر از قلعه رودشیر بیاورد در عوض طلا دریافت خواهد کرد عده ای کثیر را روانه روشیر و منطقه سپیدان کرد 
با عبور این لشکر از منطقه تنگ لله غوری های تنگ لله مثل جگون یا جویجان به غوری های دیگر مناطق سپیدان خبر دادن که لشکری متشکل از 700 نفر به سمت روشیر در حال حرکت اند صبح زود 70 درصد مردان و زنان طایفه غوری فقط سپیدان در قلعه روشیر جمع شدن و جنگی عظیم شروع شد  در این درگیری بیشتر از چوب و چماق استفاده شد و چندین نفری هم تنفگ می انداختن که موجب کشته شدن یک خانم مسن از طایفه غوری و چندین نفر از نفرات خان جاوید شد 
این جنگ با شکست خان  طایه جاوید ممسنی تمام شد و در حمله و تصرف روشیر ناکام ماندن و به جای زنی که کشته دختر کدخدای جویجان را به خانواده مقتول به عنوان خون بهسی دادن 

## جمعیت
این روستا در دهستان خفری قرار دارد و براساس سرشماری مرکز آمار ایران در سال ۱۳۸۵، جمعیت آن ۳۷۴ نفر (۹۲خانوار) بوده‌است.